# Liborius von Bergmann
Liborius von Bergmann (* 3. September 1754 in Neuermühlen (Livland); † 15. Juli 1823 in Riga) war ein deutschbaltischer Geistlicher.

## Leben
Liborius wurde als 13. Kind des Pastors Balthasar Bergmann und dessen Ehefrau Anna Elisabeth Depkin geboren. Nach dem Schulbesuch in Riga (Domschule und Lyceum) studierte er von 1774 bis 1778 an der Universität Leipzig Theologie, daneben auch Kunst- und Naturwissenschaft. Durch sein Interesse an der Freimaurerei kam er in Kontakt zu vielen Persönlichkeiten. 1778 und 1779 unternahm er ausgedehnte Bildungsreisen durch Deutschland, die Schweiz (hier begegnete er Lavater, der ein Porträt von ihm in seine physiognomischen Fragmente aufnahm), Frankreich, England und Holland.
1779 bis 1780 war er Hauslehrer in Strasdenhof bei Riga – dann folgte ein stetiger Aufstieg als Prediger in Riga: zuerst als Diakon und Archidiakon, dann als Wochenprediger am Dom, als Oberwochenprediger an der St.-Petri-Kirche, als Pastor am Dom und seit 1801 bis zu seinem Tode als Oberpastor an der St.-Petri-Kirche. Er war an der Gründung verschiedener Wohlfahrtseinrichtungen Rigas beteiligt. 1802 gründete er mit Karl Gottlob Sonntag und August Albanus die Literärisch-praktische Bürgerverbindung, deren Direktor er jahrelang war.
Die Familie Bergmann erhielt 1787 den römischen Reichsadel; seitdem trug Liborius das „von“ in seinem Namen. Die Universität Leipzig zeichnete ihn 1805 als Dr. phil. h. c. aus. Er war Mitglied der Kurländischen Gesellschaft für Literatur und Kunst. Er besaß eine große Bibliothek und umfangreiche Kunstsammlungen, darunter eine bedeutende numismatische Sammlung.

## Schriften
- zahlreiche historische Abhandlungen, Predigten, Gelegenheitsgedichte, Aufsätze, verzeichnet in; Carola L. Gottzmann, Petra Hörner: Lexikon der deutschsprachigen Literatur des Baltikums und St. Petersburgs. De Gruyter, Berlin 2007, ISBN 978-3-11-019338-1, S. 217–219.